# Doorknob
Doorknob fue un cohete sonda propulsado por combustible sólido y desarrollado por el Laboratorio Nacional Sandia de Estados Unidos para mediciones durante pruebas nucleares atmosféricas. Consistía en un cohete Lacrosse (para el Doorknob 1) o dos (para el Doorknob 2) acoplados a la carga útil.
Se lanzaron 7 Doorknob 1 (entre el 27 de julio de 1957) y el 31 de enero de 1959) y  catorce Doorknob 2 (entre el 1 de enero de 1957 y el 11 de agosto de 1958).

## Especificaciones

### Doorknob 1
- Apogeo: 24 km
- Masa total: 500 kg
- Empuje en despegue: 168 kN
- Diámetro: 0,53 m
- Longitud total: 3,6 m

### Doorknob 2
- Apogeo: 84 km
- Masa total: 900 kg
- Empuje en despegue: 168 kN
- Diámetro: 0,53 m
- Longitud total: 5,7 m